# Eretmapodites tendeiroi
Eretmapodites tendeiroi är en tvåvingeart som beskrevs av Cunha Ramos, Ribeiro och Machado 1992. Eretmapodites tendeiroi ingår i släktet Eretmapodites och familjen stickmyggor.
Artens utbredningsområde är Angola. Inga underarter finns listade i Catalogue of Life.